# Cwmgiedd
Cwmgiedd (kumgíd) je velšská vesnice ležící 2 kilometry od centra obce Ystradgynlais, v jihozápadní části správní oblasti Powys.
Právě v Cwmgieddu byl roku 1943 za vydatné spolupráce s místními horníky natočen film The Silent Village líčící vyhlazení Lidic.
V roce 2015 byl v obci v rámci projektu „Posel naděje“ vysazen dceřiný štěp Lidické hrušně.